# Культура Кітаяма

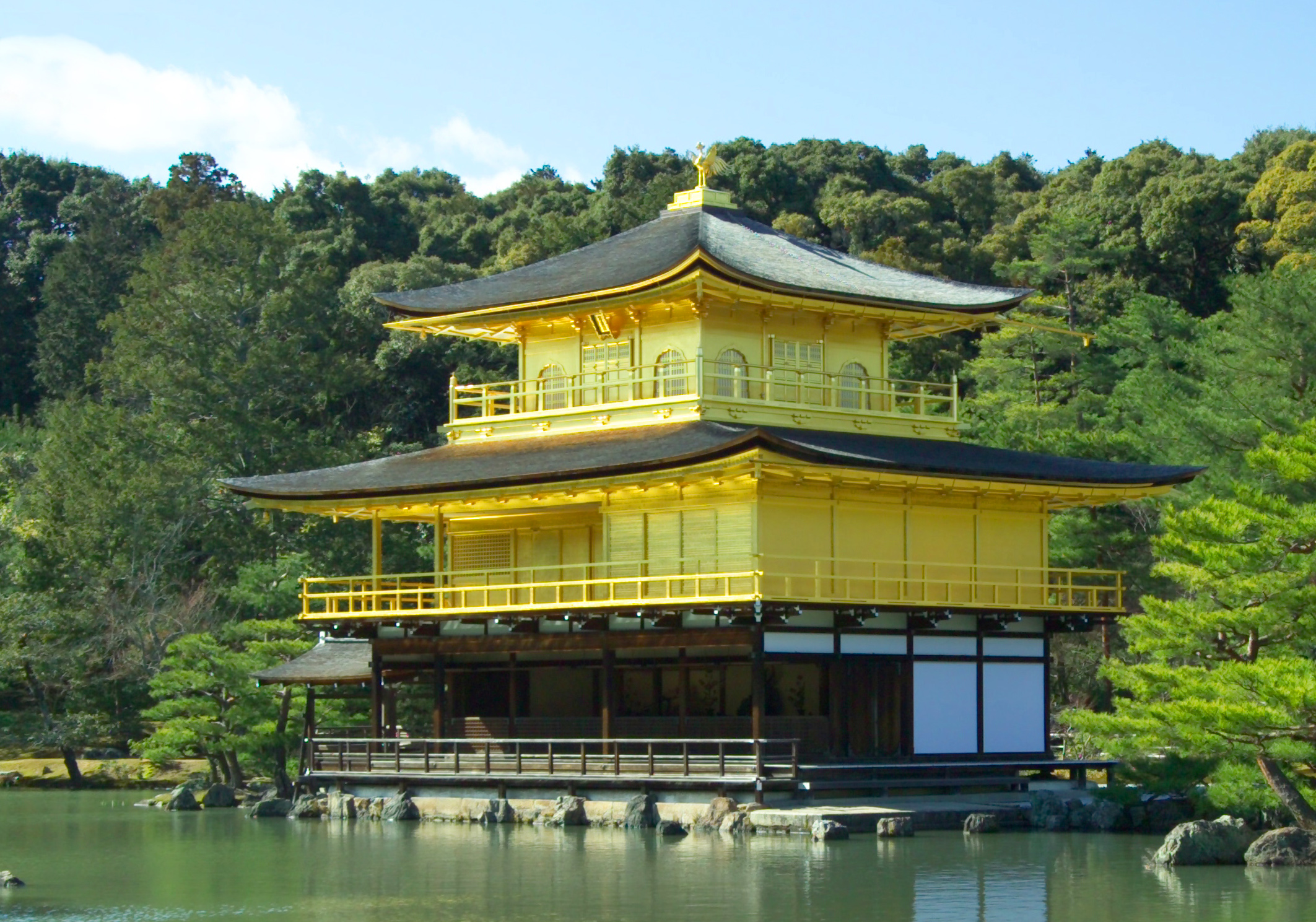
«Золотий павільйон» на «Північній горі» — уособлення пишної культури Кітаяма.

Культура Кітаяма (яп. 北山文化, きたやまぶんか, «культура Північної Гори») — термін, яким позначають японську культуру 2-ї половини 15 — початку 16 століття. Відповідає початку періоду Муроматі, правлінню 3-го сьоґуна сьоґунату Муроматі, Асікаґи Йосіміцу. 
Названа на честь «Північної гори» — Кітаяма, місцевості неподалік середньовічного Кіото, де сьоґун мав власну резиденцію, відомою сьогодні як «Золотий павільйон». 
Характерними рисами культури є:
- симбіоз традиційної культури японських аристократів куґе зі звичаями самураїв;
- вплив китайського образотворчого мистецтва династії Мін, а саме монохромних «тушевих картин»;
- розвиток літератури і поезії при японських монастирях «п'яти гір».
- поява нового театрального мистецтва Но.